# Olympische Sommerspiele 1996/Teilnehmer (Oman)
| Gelbes Symbol für Goldmedaillen mit stilisierten Olympischen Ringen | Graues Symbol für Silbermedaillen mit stilisierten Olympischen Ringen | Braundes Symbol für Bronzemedaillen mit stilisierten Olympischen Ringen |
| ------------------------------------------------------------------- | --------------------------------------------------------------------- | ----------------------------------------------------------------------- |
| —                                                                   | —                                                                     | —                                                                       |

Oman nahm bei den Olympischen Sommerspielen 1996 in Atlanta zum vierten Mal an Olympischen Sommerspielen teil. Die Delegation umfasste vier Athleten.

## Teilnehmer nach Sportart

### Leichtathletik
- Mohamed al-Houti
Männer, 200 m: in der 1. Runde ausgeschieden (21,10 s)

### Radsport
- Youssef Khanfar al-Shakali
Männer, Straßenrennen: dnf

### Schießen
- Khalifa al-Khatry
Männer, Luftgewehr 10 m: 37. Platz
Männer, Kleinkaliber liegend 50 m: 50. Platz

### Schwimmen
- Rashid Salim al-Ma’Shari
Männer, 1500 m Freistil: 34. Platz (18:11,59 min)